# David Bystroň
David Bystroň (18. listopad 1982, Levoča, Československo – 19. května 2017, Ilanz, Švýcarsko) byl český fotbalový obránce. Mimo ČR hrál profesionálně v Bulharsku v klubu Levski Sofia. Na svém kontě měl starty za české mládežnické reprezentace od kategorie U15. Dne 19. května 2017 spáchal sebevraždu ve sklepě svého domu ve Švýcarsku, kde se oběsil.

## Klubová kariéra
David Bystroň hrál 7 sezón za český tým FC Baník Ostrava, se kterým vyhrál v roce 2004 1. českou ligu a v roce 2005 získal český fotbalový pohár. V roce 2008 ho koupil bulharský tým Levski Sofia, se kterým v roce 2009 vyhrál bulharskou ligu. Na podzim 2009 byl půjčen na hostování do českého klubu FC Viktoria Plzeň. Zde získal český fotbalový pohár za sezónu 2009/10. Ve finále porazila Plzeň Jablonec 2:1 a Bystroň vstřelil jeden gól.
Po utkání základní skupiny Ligy mistrů UEFA na hřišti BATE Borisov v listopadu 2011 (výhra Plzně 0:1) měl pozitivní dopingový test na metamfetamin. UEFA ho za tento přečin potrestala dvouletým zákazem působení ve fotbale. Jeho klub Viktoria Plzeň s ním kvůli tomuto v únoru 2012 rozvázal smlouvu. Během trestu si stihl udělat trenérskou licenci. V listopadu 2013 se díky výjimce schválené organizacemi FIFA a UEFA mohl zapojit do tréninku Viktorie Plzeň.
Po vypršení trestu podepsal v červenci 2014 dvouletý kontrakt s druholigovým celkem SK Sigma Olomouc a postoupil s ním v sezóně 2014/15 do 1. české ligy. Poté se ovšem zranil a byl nucen ve 32 letech ukončit profesionální kariéru. S fotbalem jako takovým ovšem neskončil. Přestěhoval se do Švýcarska, kde hrál v nižších ligách za kluby FC Linth 04 a US Schulein Ilanz.
Dne 19. května 2017 se ve Švýcarsku rozhodl ukončit svůj život, spáchal sebevraždu oběšením.

## Reprezentační kariéra
David Bystroň působil v mládežnických reprezentačních výběrech České republiky v kategoriích od 15 let.
Zápasy Davida Bystroně v české reprezentaci do 21 let
| Rok    | Zápasy | Góly |
| ------ | ------ | ---- |
| 2002   | 1      | 0    |
| 2003   | 1      | 0    |
| Celkem | 2      | 0    |

## Úspěchy
- 2× vítěz Gambrinus ligy (2003/04, 2010/11)
- 1× vítěz 1. bulharské ligy (2008/09)
- 2× vítěz českého poháru (2004/05, 2009/10)